# Jesu psykiska hälsa
Frågan om den historiske Jesus var vid god psykisk hälsa har utforskats av flera psykologer, filosofer, historiker och författare. Den första som ifrågasatte Jesu psykiska hälsa omfattande och i detalj var den franske psykologen Charles Binet-Sanglé(fr), överläkare i Paris och författare till verket La Folie de Jésus i fyra band. Denna uppfattning finner både anhängare och motståndare.

## Åsikter som utmanar Jesu förstånd
Bedömningen av Jesu förstånd förekommer först i evangelierna. Markusevangeliet rapporterar åsikten från medlemmar av hans familj som tror att Jesus "är utom sig själv". Vissa psykiatriker, religiösa forskare och författare förklarar att Jesu familj, anhängare (Joh 7:20), och samtida på allvar betraktade honom som vanföreställd, besatt av demoner eller galen.
När hans anhöriga fick höra om det gick de ut för att ta hand om honom, eftersom man sade att han var från sina sinnen. De skriftlärda som hade kommit ner från Jerusalem sade: "Han är besatt av Beelsebul. Det är med de onda andarnas furste som han driver ut andarna." —Markusevangeliet 3:21-22, Svenska Folkbibeln 2015
Anklagelsen i Johannesevangeliet är mer bokstavlig:
Efter de orden blev det på nytt splittring bland judarna. Många av dem sade: "Han är besatt och galen. Varför lyssnar ni på honom?" —Johannesevangeliet 10:19-20, Svenska Folkbibeln 2015
Justin Meggitt(en), en föreläsare vid Universitetet i Cambridge, föreslår i sin artikel "The Madness of King Jesus: Why was Jesus Put to Death, but his followers were not?" (2007) och i hans bok The Madness of King Jesus: The Real Reasons for His Execution (2010) att Pilatus och det andra romerska folket betraktade Jesus som en lurad galning. Enligt evangelierna presenterades Jesus för Pilatus och dömdes till döden som en kunglig pretendent, men det romerska standardförfarandet var åtal och avrättning av blivande upprorsmän med sina ledare. Att antyda att Jesus dödades av de romerska myndigheterna som någon slags kunglig pretendent förklarar därför inte tillräckligt varför han dödades, till skillnad från sina lärjungar.

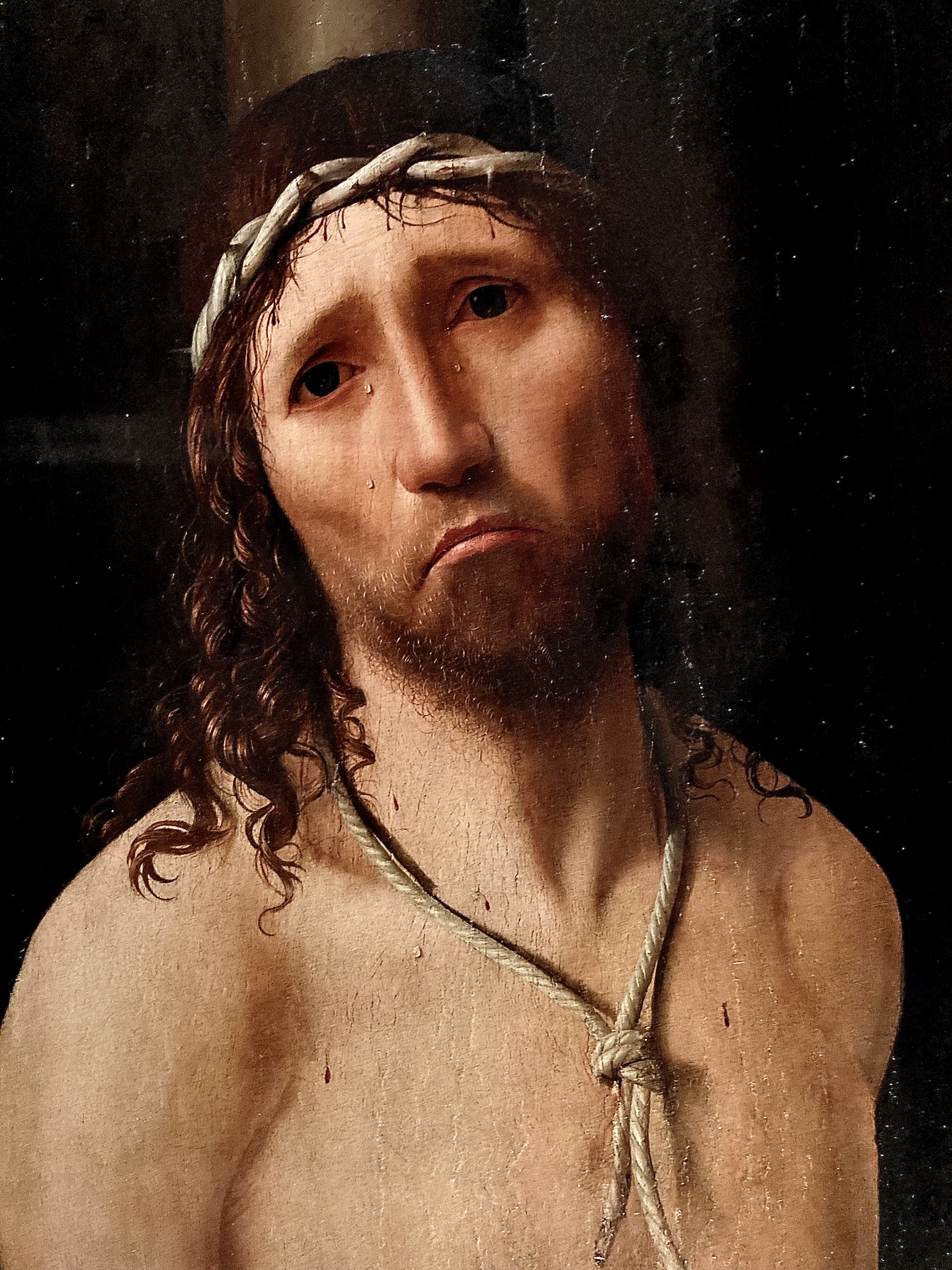
Ecce Homo, av Antonella da Messina, 1473

Jean Meslier (1664–1729) hade liknande tankar på 1700-talet. I kapitel 33 och 34 i sitt testamente ger han bevis för sin slutsats att Jesus "verkligen var en galning, en fanatiker" (étoit véritablement un fou, un insensé, un fanatique). Att utmana Jesu förstånd fortsatte under 1800-talet med den första jakten på den historiska Jesus. David Friedrich Strauss (Das Leben Jesu, andra upplagan, 1864) hävdade att Jesus var en fanatiker. Lemuel K. Washburn(en) (Was Jesus insane?) avslutade, "Jesus var inte gudomlig, utan galen". Oskar Panizza introducerade Jesus som ett psykopatologiskt och paranoid fall. Oskar Holtzmann(en) (1903) diagnostiserade Jesus som "extatisk", vilket han beskrev som en patologiskt stark upphetsning av fantasin och viljans kraft. Georg Lomer(de) (som George de Loosten, 1905) försökte i efterhand diagnostisera Jesus som allmänt psykiskt sjuk, på samma sätt som Jean Meslier. Emil Rasmussen (1905) bestämde att Jesus var antingen epileptisk eller paranoid. Med hjälp av några exempel utvecklade han en beskrivning av den typiska patologiska profeten ("Prophetentypus") och tillämpade den på Jesus. Julius Baumann (1908) ansåg att de avvikelser han fann i Jesu beteende kunde förklaras av en nervöverstimulering (Nervenüberreizung). Det var dock inte förrän vid publiceringen av Charles Binet-Sanglés fyradelade verk La folie de Jésus från 1908 till 1915 som ämnet diskuterades utförligt och synligt.

Binet-Sanglé diagnostiserade Jesus som lider av religiös paranoia:
Kort sagt, karaktären av Jesu hallucinationer, som de beskrivs i de ortodoxa evangelierna, tillåter oss att dra slutsatsen att den kristna religionens grundare var drabbad av religiös paranoia. —(vol. 2, sid. 393)
Hans uppfattning delades av New York-psykiatern William Hirsch(de), som 1912 publicerade sin studie, Religion and Civilization: The Conclusions of a Psychiatrist, som räknade upp ett antal av Jesu mentalt avvikande beteenden. Hirsch höll med Binet-Sanglé i att Jesus hade drabbats av hallucinationer och pekade på hans "megalomani, som steg oavbrutet och omätligt". Hirsch drog slutsatsen att Jesus bara var "paranoid":
Men Kristus ger i alla avseenden en absolut typisk bild av en välkänd psykisk sjukdom. Allt vi vet om honom motsvarar så exakt den kliniska aspekten av paranoia, att det knappast är tänkbart hur någon som helst som är bekant med psykiska störningar kan hysa det minsta tvivel om diagnosens riktighet. — (sid. 103)
Den sovjetiske psykiatern Y. V. Mints (1927) diagnostiserade också att Jesus lider av paranoia. Sovjetunionens litteratur på 1920-talet, efter traditionen av avmytologiseringen av Jesus i verk av Strauss, Renan, Nietzsche och Binet-Sanglé, lade fram två huvudteman: psykisk sjukdom och bedrägeri. Det återspeglades i Michail Bulgakovs roman Mästaren och Margarita där Jesus av Pontius Pilatus framställs som en ofarlig galning. Det var först i början av 1920- och 1930-talen som det mytologiska alternativet, förnekandet av Jesu existens, vann övertaget i den sovjetiska propagandan.
Jesu mentala hälsa ifrågasattes också av de brittiska psykiatrikerna William Sargant och Raj Persaud, ett antal psykologer med psykoanalytisk inriktning, som Georges Berguer(de) i sin studie Quelques traits de la vie de Jésus au point de vue psychologique et psychanalytique.
Władysław Witwicki(en), en rationalistisk filosof och psykolog, i kommentarerna till sin egen översättning av Matteus och Markusevangeliet, Dobra Nowina według Mateusza i Marka (De goda nyheterna enligt Matteus och Markus), som i själva verket är en psykobiografi om Jesus, tillskrev att Jesus hade subjektivism, en ökad känsla av sin egen makt och överlägsenhet över andra, egocentrism och tendensen att underkuva andra människor. Han hade också svårigheter att kommunicera med omvärlden och dissociativ identitetsstörning, vilket gjorde honom till en schizotym eller till och med schizofren (enligt Ernst Kretschmers typologi).

Den engelske psykiatern Anthony Storr(en) i sin sista bok Feet of Clay; Saints, Sinners, and Madmen: A Study of Gurus (1996) antydde att det finns psykologiska likheter mellan galna "messias" som Jim Jones och David Koresh och respekterade religiösa ledare inklusive Jesus. Storr spårar typiska mönster, ofta involverade psykotiska störningar som formar utvecklingen av gurun. Hans studie är ett försök att se på Jesus som en av många gurus. Storr håller med de flesta forskare om den historiska Jesus, som är benägna till hypotesen om Jesus som apokalyptisk profet:
Det verkar oundvikligt att Jesus delade den apokalyptiska uppfattningen att Guds slutliga erövring av ondskan var nära och att Guds rike skulle upprättas på jorden inom en snar framtid.
Storr känner igen Jesu många likheter med andra gurus. Det var till exempel att gå igenom en period av inre konflikter under sin fasta i öknen. Enligt Storr, om Jesus verkligen ansåg sig vara en ställföreträdare för Gud och trodde att han en dag skulle komma ner från himlen för att regera, var han väldigt lik de gurus som han tidigare hade beskrivit som predikanter av vanföreställningar besatta av storhetsmani. Han noterar att Jesus inte var idealisk i familjelivet (Markus 3:31–35, Markus 13:12–13). Gurus förblir ofta likgiltiga för familjeband. Andra likheter, enligt Storr, är bland annat Jesu tro på att få en speciell uppenbarelse från Gud och en tendens till elitism, i den meningen att Jesus trodde att han hade blivit speciellt märkt av Gud.
Den amerikanske neurologen Robert Sapolsky antyder i sin bok The Trouble with Testosterone: and Other Essays on the Biology of the Human Predicament (1997, 1998) och i föreläsningar att Jesus hade en schizotyp personlighetsstörning.
1998–2000 skrev Leszek Nowak (född 1962) från Poznań, Polen en studie där han, baserad på hans egen historia av religiös villfarelse och övervärderade idéer och information som kommunicerades i evangelierna, gjorde ett försök att rekonstruera Jesus ' psyke, med synen på Jesus som apokalyptisk profet, med hänsyn till hypotesen om "självmord genom proxy". Han gör det i kapitel som i följd innehåller en analys av karaktärsdragen hos "mänsklighetens frälsare", en beskrivning av det möjliga händelseförloppet från perioden för Jesu offentliga aktivitet och en naturalistisk förklaring av hans mirakel.
2012 publicerade ett team av psykiatriker, beteendepsykologer, neurologer och neuropsykiatriker från Harvard Medical School en forskning som föreslog utvecklingen av en ny diagnostisk kategori av psykiatriska störningar relaterade till religiös vanföreställning och hyperreligiositet. De jämförde tankarna och beteendena hos de viktigaste gestalterna i Bibeln (Abraham, Moses, Jesus och Paulus) med patienter som drabbats av psykiska störningar relaterade till det psykotiska spektrumet med hjälp av olika kluster av störningar och diagnostiska kriterier (DSM-IV-TR), och drog slutsatsen att dessa bibliska figurer "kan ha haft psykotiska symtom som bidrog med inspiration till deras uppenbarelser", såsom schizofreni, schizoaffektiv syndrom, bipolär sjukdom, vanföreställningssyndrom, storhetsvansinne, auditiva- och visuella hallucinationer, paranoia, Geschwinds syndrom (särskilt Paul) och onormala upplevelser i samband med temporallobsepilepsi (TLE). Författarna antog att Jesus kan ha sökt döden genom "självmord genom proxy".

## Åsikter som försvarar Jesu förstånd
Åsikter och publikationer som ifrågasatte Jesu förstånd, särskilt Charles Binet-Sanglé och William Hirsch, utlöste polemiska reaktioner. De utmanades först av Albert Schweitzer i hans doktorsavhandling, The Psychiatric Study of Jesus: Exposition and Criticism, (Die psychiatrische Beurteilung Jesu: Darstellung und Kritik, 1913) och av den amerikanske teologen Walter E. Bundy i hans bok från 1922, The psychic health of Jesus. Bundy sammanfattade sitt försvar av Jesu förstånd:
En patografi av Jesus är möjlig endast på grundval av en bristande bekantskap med kursen och slutsatserna av Nya testamentets kritik och en amatörtillämpning av principerna för psykiatrins vetenskap. — (s. 268)
1908 försvarade Philipp Kneib(en) i sin bok Moderne Leben-Jesu-Forschung unter dem Einflusse der Psychiatrie(en) Jesu förstånd mot Holtzmanns, Lomers, Rasmussens och Baumanns argument.
Jesu mentala hälsa försvaras också av psykiatrikerna Olivier Quentin Hyder, även av Pablo Martinez och Andrew Sims(en) i deras bok Mad or God? Jesus: The healthiest mind of all (2018). Kristna apologeter, som Josh McDowell(en) och Lee Strobel(en), tar också upp ämnet om Jesu förstånd.
Försvaret av Jesu mentala hälsa ägnades åt en ledare i tidningen för italienska jesuiter La Civiltà Cattolica, publicerad den 5 november 1994. Till rubrikfrågan E se Gesù si fosse ingannato? ("Tänk om Jesus blev lurad?") svarade redaktionen nekande genom att hävda att Jesus inte var en fanatiker eller megaloman utan en mentalt frisk och mycket realistisk person. Därför bedrog han sig inte genom att säga att han var messias och Guds son.
Påven Benedictus XVI skrev i sin bok Jesus från Nasaret:
En bred strömning av liberal vetenskap har tolkat Jesu dop som en yrkeserfarenhet. Efter att ha levt ett helt normalt liv i provinsen Galileen, sägs han vid ögonblicket för sitt dop ha haft en omvälvande upplevelse. Det var då, får vi veta, som han blev medveten om sitt speciella förhållande till Gud och sin religiösa mission. Detta uppdrag antogs dessutom ha sitt ursprung från det förväntansmotiv som då dominerade i Israel, kreativt omformat av Johannes, och från den känslomässiga omvälvning som händelsen av hans dop medförde i Jesu liv. Men inget av detta finns i texterna. Hur mycket vetenskaplig kunskap som helst i presentationen av denna läsning, måste den ses som mer besläktad med en ″Jesu-roman″ än som en faktisk tolkning av texterna. Texterna ger oss inget fönster in i Jesu inre liv – Jesus står över vår psykologisering (Guardini, Das Wesen des Christentums).
C. S. Lewis betraktade Jesu mentala hälsa i det som är känt som Lewis trilemma(en) (formuleringen som citeras här är av John Duncan):
Antingen bedrog Kristus mänskligheten genom medvetet bedrägeri, eller så var han själv vilseledd och självbedragen, eller så var han gudomlig. Det går inte att komma ur detta trilemma. Det är obönhörligt.
Den agnostiske ateisten Bart Ehrman som forskade om Nya Testamentet skrev på sin egen blogg:
Och han kan mycket väl ha trott (jag tror att han trodde) att han skulle göras till messias i det framtida kungariket. Det kan ha varit en ganska upphöjd syn på honom själv, men jag tror inte att det gör Jesus galen. Det gör honom till en ovanligt självsäker apokalyptisk profet. Det fanns andra med visioner av storhet på den tiden. Jag tror inte att det gör honom psykiskt sjuk. Det gör honom till en apokalyptisk jude från det första århundradet.